# توماس لورنس (رسام)
توماس لورنس (بالإنجليزية: Thomas Lawrence) (1769 - 1830) رسام إنكليزي اشتهر برسم الصور الشخصية وخاصة صور الأطفال، وكان رائدا للمدرسة الفنية الرومانسية، التي كانت تقوم على تغليب الخيال على الواقع والاهتمام بتدرج الألوان وإثارة العواطف الوطنية.
ولد في بريستول ودرس في الأكاديمية الملكية للفنون بلندن، وظهرت موهبته بعد التخرج مباشرة، ثم كُلّف برسم الملكة شارلوت في عام 1789، وبعد عامين أصبح عضوا في الأكاديمية الملكية، وبعد عام واحد عُيّن رساما للبلاط الملكي الإنجليزي، واشتهرت لوحات لورنس بالحيوية والألوان المتألقة والحرص على كافة التفاصيل.

## سيرة ذاتية

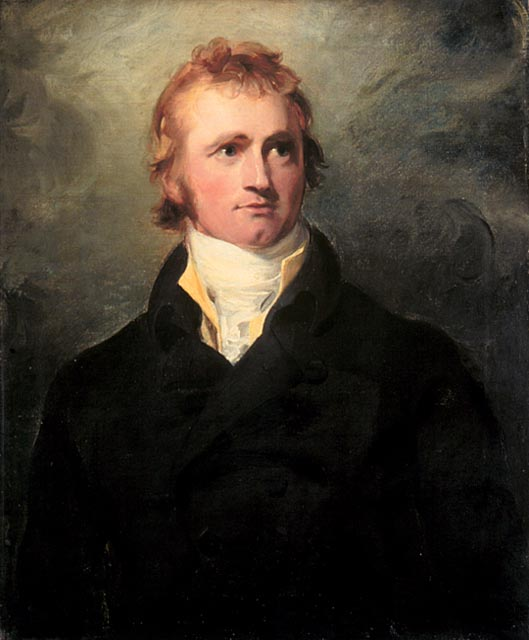
ألكسندر ماكنزي بقلم توماس لورانس (حوالي 1800)

### مطلع حياته
وُلد توماس لورنس في بريستول، وكان أصغر أبناء موظف الضرائب توماس لورنس، ولوسي ريد ابنة رجل دين. كان للزوجين 16 طفلاً ولكن نجا خمسة أطفال منهم فقط: أصبح أندرو شقيق لورنس رجل دين، وخدم أخوه وليام في الجيش. انتقلت العائلة في عام 1773 من بريستول إلى لندن حيث عمل هناك كموظف يُشرف على رحلات النبلاء خلال عطلتهم السنوية. وخلال إقامة العائلة في مقرهم الجديد بدأ الأب في الاستفادة من مواهب ابنه المبكرة في رسم اللوحات وإلقاء الشعر، إذ كان الأب يرحب بضيوفه قائلاً: أيها السادة إليكم ابني توماس، هل ستدعونه يقرأ لكم الشعر، أو يرسم لكم الصور، وكان من بين الذين استمعوا إلى شعر توماس -أو تومي كما كان يسمى- الممثل ديفيد جاريك. اقتصر التعليم الرسمي للورنس على سنتين في مدرسة بريستول عندما كان يبلغ من العمر ستة إلى ثمانية أعوام، وتلقى دروسًا قصيرة في الفرنسية واللاتينية. انتشرت شهرة توماس وهو لم يتجاوز العاشرة من العمر لدرجة أنَّه ذكر في إحدى المجلات المحلية، وكتب عنه: هذا الطفل الذي لم يتلقَ أي تعليم موسَّع يستطيع نسخ الصور التاريخية ببراعة وأسلوب رائع للغاية، لكن والد توماس فشل في أعماله مرة أخرى، وأعلن إفلاسه في عام 1779 وانتقلت العائلة إلى باث. وتوجَّب على توماس من الآن فصاعداً أن يدعم عائلته من خلال المال الذي يحصل عليه من بيع الصور.
استقرت العائلة في شارع ألفريد في باث، وبدأ لورنس الشاب في رسم اللوحات وبيعها، وبدأت شهرته بالاتساع حتى أنَّ عدداً كبيراً من النبلاء وعلية القوم أصبحوا من بين زبائنه مثل: دوقة ديفونشاير وسارة سيدونس وهنري هاربور -الذي عرض إرسال لورانس إلى إيطاليا ولكن والده رفض ذلك- ووارن هاستينغز وإيليا إمبي، تميز لورانس بالموهبة وبشخصية ساحرة وجذابة ومتواضعة، فحظي بشعبية كبيرة بين سكان باث وزواره على حدٍّ سواء، وحصل على دعم مجموعة من الرسامين مثل وليام هواري وماري هارتلي، وسمح له الأثرياء بدراسة مجموعاتهم من اللوحات الفاخرة، ورسم نسخة لإحدى لوحات رافائيل حصل بفضلها على جائزة تقدر بخمسة جنيهات من جمعية الفنون في لندن.

### الحب والديون
انتقل لورنس قبل عيد ميلاده الثامن عشر في عام 1787 إلى لندن، وأقام في ليستر سكوير بالقرب من إستوديو جوشوا رينولدز، وتعرَّف إلى رينولدز الذي نصحه بدراسة المناظر الطبيعية ورسمها بدلاً من اللوحات التاريخية القديمة. أقام لورنس لاحقاً أستوديو خاصاً به في شارع جيرمين وأسكن والديه في منزل في لندن، وبدأ في عرض أعماله في معرض الأكاديمية الملكية اعتباراً من عام 1787. ورغم أنَّه سُجل كطالب في الأكاديمية الملكية لكنه لم يستمر فيها طويلاً، وترك رسم اللوحات الكلاسيكية للتركيز على رسم الصور الشخصية. شارك لورنس في معرض الأكاديمية الملكية عام 1788 بخمس لوحات بلاستيكية وواحدة زيتية. استمر لورنس في المشاركة في معارض الأكاديمية الملكية منذ عام 1787 وحتى وفاته في عام 1830، باستثناء مرتين فقط الأولى في عام 1809 احتجاجاً على طريقة عرض لوحاته، والثانية في عام 1819 لأنه كان خارج البلاد. عرض لورنس في عام 1789 ثلاثة عشر لوحة أغلبها زيتية. تلقت اللوحات تعليقات إيجابية في الصحافة وأشار إليه أحد الناقدين بالنجم الصاعد، وتلقى لورنس وعمره لا يزيد عن 20 عاماً أول دعوة ملكية لرسم صورة للملكة شارلوت والأميرة أميليا. ترك لورنس انطباعاً جيداً على الأميرات والوصيفات لكن الملكة لم تعجبها الصورة النهائية والتي بقيت في أستوديو لورانس حتى وفاته، وعرضها في الأكاديمية الملكية في معرض عام 1790 وحازت على إشادة من النقاد. وفي نفس العام ظهرت أشهر لوحات لورنس، وهي لوحة للممثلة إليزابيث فارين التي أصبحت لاحقاً الكونتيسة ديربي.

### المعارض الأكاديمية الملكية السنوية
انتخب لورانس زميلًا للأكاديمية الملكية في عام 1791. وفي العام التالي عند وفاة السير جوشوا رينولدز عينه الملك جورج الثالث "الرسام الشخصي لجلالة الملك"، وهنا بدأت شهرته تعمُّ الآفاق، وانتقل إلى أستوديو جديد في شارع أولد بوند. وفي عام 1794 أصبح عضواً كامل العضوية في الأكاديمية الملكية، وعلى الرغم من أن أعماله كانت جيدة وتدر عليه أرباحاً طائلة، إلا أن لورنس كان يواجه صعوبات مالية، وبقيت الديون تثقل كاهله طيلة حياته بقية الحياة، إلى درجة أنه كاد يُشهر طيلة حياته لكنَّ الدعم كان يأتي دوماً من أصدقائه الأثرياء. ومن مصادر التعاسة في حياته أيضاً علاقاته الرومانسية مع ابنتي سارة سيدونس، فقد وقع في حب سالي أولاً، ثم تحول إلى شقيقتها ماريا، ثم انفصل عن ماريا وعاد إلى سالي مرة أخرى. توفيت ماريا في عام 1798، وعندما كانت على فراش الموت أخذت وعداً من أختها ألا تتزوج لورنس، وحافظت سالي على وعدها ورفضت رؤية لورنس مرة أخرى وتوفيت في عام 1803، لكن لورنس استمر في علاقات ودية مع والدتهما ورسم لها عدة صور لها.
لم يتزوج لورنس نهائياً وكان نادراً ما يغادر الأستوديو، وفي أوائل تسعينيات القرن التاسع عشر أكمل صورتين تاريخيتين: هوميروس يقرأ قصائده، والشيطان يستدعي جحافله.
توفي والدا لورنس في نفس العام في غضون بضعة أشهر، فباع منزله في بيكاديللي وانتقل إلى منزل العائلة حيث بدء العمل في أستوديو جديد، ولمواكبة الطلب المتزايد على لوحاته بدء باستخدام مساعدين في الأستوديو أبرزهم: ويليام إيتي وجورج هنري هارلو. شهدت السنوات الأولى من القرن التاسع عشر ازدهار أعمال لورنس، وأصبح من بين زبائنه عدد من الشخصيات السياسية البارزة مثل هنري دونداس وفيسكونت ميلفيل وويليام لامب وفيسكونت ميلبورن الثاني الذي رسم لورنس لوحة لزوجته ليدي كارولين أيضاً، كلف الملك لورنس رسم لوحة لابنته كارولين، وبقي في مقر إقامة الأميرة في بلاكهيث بينما كان يرسم الصور، وبالتالي أصبح متورطاً في التحقيق الذي أجراه الملك حول سلوك الأميرة كارولين، أدلى لورنس أمام المحكمة بشهادة تفيد بأنه على الرغم من أنه كان وحيداً في بعض الأحيان مع الأميرة إلا أن الباب لم يقفل عليهما أبداً.

## الإرث
طلب أصدقاء لورنس من الشاعر الاسكتلندي توماس كامبل كتابة السيرة الذاتية له، لكنه ترك المهمة إلى كاتب آخر هو ويليامز والذي نشر مجلدين غير دقيقين عن حياة لورنس في عام 1831. وبعد مرور 70 عاماً تقريباً نشر اللورد رونالد جاور سيرة ذاتية جديدة لورنس. بالإضافة لذلك كانت علاقات لورانس مع عائلة سيدون موضوعاً لثلاثة كتب من تأليف أوزوالد ناب وأندريه موروا ونعومي رويد سميث بالإضافة لمسرحية إذاعية.
تدهورت سمعة لورنس خلال العصر الفيكتوري، ولكن كتابات الناقد والفنان روجر فراي في ثلاثينيات القرن العشرين أعادت شيئاً من البريق له، خصوصاً عندما وصف لورنس بأنه يمتلك إتقاناً ممتازاً لوسائل التعبير الفني. أصبح لورنس في تلك الفترة أكثر شعبية في الولايات المتحدة وفرنسا مما كان عليه في بريطانيا. انتقلت بعض لوحاته الأكثر شهرة مثل لوحة إليزابيث فارن ولوحة سارة باريت مولتون إلى الولايات المتحدة أثناء موجة الحماسة الشعبية في أوائل القرن العشرين للصور الإنكليزية.

## روابط خارجية
- توماس لورنس على موقع الموسوعة البريطانية (الإنجليزية)
- توماس لورنس على موقع ميوزك برينز (الإنجليزية)
- توماس لورنس على موقع إن إن دي بي (الإنجليزية)